# Nura Pakhang (Eu e Tu)
Nura Pakhang (em português:  Eu e Tu) é uma música bilíngue Meitei-Português. Foi cantada pelo artista musical folclórico de Manipuri Mangka Mayanglambam e os artistas da banda musical portuguesa Clã. O videoclipe é dirigido por Romi Meitei. Foi lançado mundialmente em 28 de abril de 2017. É uma parte de um álbum chamado "T(H)REE". É uma colaboração musical entre músicos portugueses e asiáticos de formas únicas.

## Vídeo musical
O produtor de videoclipes português David Valentim entrou em contato com a artista de música folclórica de Manipuri Mangka Mayanglambam e seu pai letrista Mayanglambam Mangangsana por e-mail sobre seu desejo de colaborar com música portuguesa com música Meitei.
Quando a colaboração entre as duas culturas musicais foi confirmada e finalizada, o letrista musical de Manipuri Mangangsana enviou três faixas musicais ao produtor português David Valentim por e-mail. David escolheu a música "Nura Pakhang" entre as três. Os Clã também escreveram suas próprias letras musicais para misturá-las com a canção folclórica do Meitei. Todos esses processos de conversas foram feitos através de e-mails e a música foi finalmente criada. Curiosamente, Mangka Mayanglambam e o seu pai Mayanglambam Mangangsana nunca tinham conhecido David Valentim e os artistas portugueses do "Clã" na vida real. Então, os artistas não puderam gravar a música juntos, mas isso não afeta sua turnê juntos na jornada musical. É o realizador Romi Meitei que conheceu ambas as equipas de Meitei e artistas portugueses.
A primeira parte do videoclipe foi feita em Manipur da Índia e suas partes posteriores são feitas no Porto de Portugal. As contribuições das letras são creditadas principalmente a Carlos Tê, Hélder Gonçalves, Manuela Azevedo e Mayanglambam Mangangana. "Nura Pakhang" mostra a maneira como duas coisas diferentes dependem uma da outra de uma maneira que faz sentido juntas. O som do videoclipe cruza o pop rock jazzístico com a música tradicional de Manipuri.

## Lançamento
A música "Nura Pakhang" foi lançada mundialmente em 28 de abril de 2017.
No que diz respeito à emissão de rádio, foi lançado na "Antena 3", uma das maiores emissoras de rádio em Portugal.

De acordo com uma entrevista com Mangka Mayanglambam por IANS (Indo-Asian News Service), ela disse:
"The song was launched in April. It is played on radio in Portugal and is available on the internet. But I will be able to distribute it after June. I never thought of earning a profit from this project. All the proceeds will go to Make a Wish Foundation."
Mangka acredita que o idioma não é uma barreira. Ela disse ao IANS:
"Music is a Universal language, still each and every place has its own culture. It's best to follow our culture."